# Saison 2007-2008 de la LNAH
Saison précédente Saison suivante
La saison 2007-2008 est la douzième saison de la Ligue nord-américaine de hockey (souvent désignée par le sigle LNAH), ligue de hockey sur glace du Québec. 
Chacune des huit équipes jouent cinquante-deux parties. La saison régulière débute le 4 octobre 2007 et se termine le 25 mars 2008.

## Saison régulière

### Changements
- Le Prolab de Thetford Mines devient l’Isothermic de Thetford Mines[1].

### Numéros retirés
- Le 21 février 2008, en recevant le Top Design de Saint-Hyacinthe, l’Isothermic de Thetford Mines retire le numéro 44 de David Thibeault[2].

### Faits marquants
- Le 4 novembre 2007, David Saint-Pierre du Mission de Sorel-Tracy devient le sixième joueur de l’histoire de la ligue à obtenir 500 points en carrière[3].
- Le 8 novembre 2007, Mathieu Benoît du Mission de Sorel-Tracy devient le cinquième joueur de l’histoire de la ligue à marquer 200 buts en carrière[4].
- Le 13 décembre 2007, Mathieu Benoît du Mission de Sorel-Tracy devient le septième joueur de l’histoire de la ligue à obtenir 500 points en carrière[5].
- Le 22 décembre 2007, Claude Morin du Radio X de Québec devient le huitième joueur de l’histoire de la ligue à obtenir 500 points en carrière[6].
- Le 21 février 2008, David Desnoyers du Top Design de Saint-Hyacinthe dispute un 424e match dans la ligue. Il devient ainsi le joueur à avoir disputé le plus grand nombre de matchs dans l’histoire de la ligue[7].

### Classement des équipes
C’est le Top Design de Saint-Hyacinthe qui termine la saison régulière en première place. Les huit équipes participent aux séries.
- Équipe championne de la saison régulière

Pour les significations des abréviations, voir statistiques du hockey sur glace.
| Équipe                                    | PJ | V  | D  | DP | DF | BP  | BC  | Pun   | Pts |
| ----------------------------------------- | -- | -- | -- | -- | -- | --- | --- | ----- | --- |
| Top Design de Saint-Hyacinthe             | 52 | 31 | 13 | 4  | 4  | 262 | 221 | 3 008 | 70  |
| CRS Express de Saint-Georges              | 52 | 31 | 17 | 0  | 4  | 233 | 206 | 2 340 | 66  |
| Caron et Guay de Trois-Rivières           | 52 | 28 | 18 | 4  | 2  | 208 | 202 | 2 159 | 62  |
| Summum-Chiefs de Saint-Jean-sur-Richelieu | 52 | 28 | 21 | 1  | 2  | 268 | 237 | 3 055 | 59  |
| Radio X de Québec                         | 52 | 27 | 22 | 2  | 1  | 220 | 221 | 2 126 | 57  |
| Saint-François de Sherbrooke              | 52 | 24 | 22 | 2  | 4  | 222 | 221 | 2 606 | 54  |
| Mission de Sorel-Tracy                    | 52 | 20 | 27 | 2  | 3  | 226 | 275 | 2 143 | 45  |
| Isothermic de Thetford Mines              | 52 | 19 | 31 | 1  | 1  | 207 | 263 | 1 720 | 40  |

### Meilleurs joueurs de la saison régulière

#### Classement des pointeurs
| Joueur            | Équipe        | PJ | B  | A  | Pts | Pun |
| ----------------- | ------------- | -- | -- | -- | --- | --- |
| Marco Charpentier | Summum-Chiefs | 50 | 40 | 60 | 100 | 26  |
| Yann Joseph       | Top Design    | 49 | 24 | 70 | 94  | 87  |
| Simon Laliberté   | Top Design    | 50 | 37 | 55 | 92  | 58  |
| Kevin Asselin     | Top Design    | 52 | 49 | 38 | 87  | 64  |
| Claude Morin      | Radio X       | 52 | 23 | 62 | 85  | 42  |
| Maxime Boisclair  | Top Design    | 47 | 29 | 53 | 82  | 75  |
| Mathieu Benoît    | Isothermic    | 51 | 35 | 45 | 80  | 46  |
| Jesse Bélanger    | CRS Express   | 49 | 35 | 44 | 79  | 22  |
| Martin Paquet     | Radio X       | 52 | 25 | 49 | 74  | 54  |
| Éric Lecompte     | Summum-Chiefs | 40 | 28 | 45 | 73  | 73  |

#### Classement des gardiens de but
| Gardien            | Équipe         | PJ | Min     | V  | D  | DP | BC  | BL | %Arr   | Moy  |
| ------------------ | -------------- | -- | ------- | -- | -- | -- | --- | -- | ------ | ---- |
| Dany Dallaire      | Caron & Guay   | 23 | 1243:32 | 12 | 7  | 0  | 72  | 0  | 89,1 % | 3,47 |
| Jonathan Pelletier | Top Design     | 34 | 1923:04 | 24 | 6  | 3  | 114 | 0  | 90,6 % | 3,56 |
| Éric Fichaud       | CRS Express    | 34 | 1996:13 | 20 | 11 | 3  | 124 | 1  | 90,5 % | 3,73 |
| Luc Bélanger       | Radio X        | 38 | 2171:53 | 22 | 13 | 1  | 139 | 0  | 89,7 % | 3,84 |
| Jonathan Forest    | Saint-François | 27 | 1430:27 | 14 | 10 | 1  | 92  | 0  | 88,8 % | 3,86 |

## Séries éliminatoires
|  | Quarts de finale | Quarts de finale                          | Quarts de finale                | Quarts de finale                |                               |                               | Demi-finales | Demi-finales | Demi-finales | Demi-finales |  |  | Finale | Finale | Finale | Finale |
|  |                  |                                           |                                 |                                 |                               |                               |              |              |              |              |  |  |        |        |        |        |
|  |                  |                                           |                                 |                                 |                               |                               |              |              |              |              |  |  |        |        |        |        |
|  |                  |                                           |                                 |                                 |                               |                               |              |              |              |              |  |  |        |        |        |        |
|  | 1                | Top Design de Saint-Hyacinthe             | 4                               | 4                               |                               |                               |              |              |              |              |  |  |        |        |        |        |
|  | 1                | Top Design de Saint-Hyacinthe             | 4                               | 4                               |                               |                               |              |              |              |              |  |  |        |        |        |        |
|  | 8                | Isothermic de Thetford Mines              | 3                               | 3                               |                               |                               |              |              |              |              |  |  |        |        |        |        |
|  | 8                | Isothermic de Thetford Mines              | 3                               | 3                               | Top Design de Saint-Hyacinthe | Top Design de Saint-Hyacinthe | 4            | 4            |              |              |  |  |        |        |        |        |
|  |                  |                                           |                                 |                                 | Top Design de Saint-Hyacinthe | Top Design de Saint-Hyacinthe | 4            | 4            |              |              |  |  |        |        |        |        |
|  |                  |                                           | Radio X de Québec               | Radio X de Québec               | 3                             | 3                             |              |              |              |              |  |  |        |        |        |        |
|  | 2                | CRS Express de Saint-Georges              | Radio X de Québec               | Radio X de Québec               | 3                             | 3                             | 4            | 4            |              |              |  |  |        |        |        |        |
|  | 2                | CRS Express de Saint-Georges              |                                 |                                 |                               |                               |              | 4            |              |              |  |  |        |        |        |        |
|  | 7                | Mission de Sorel-Tracy                    | 1                               | 1                               |                               |                               |              |              |              |              |  |  |        |        |        |        |
|  | 7                | Mission de Sorel-Tracy                    | 1                               | 1                               | Top Design de Saint-Hyacinthe | Top Design de Saint-Hyacinthe | 2            | 2            |              |              |  |  |        |        |        |        |
|  |                  |                                           |                                 |                                 | Top Design de Saint-Hyacinthe | Top Design de Saint-Hyacinthe | 2            | 2            |              |              |  |  |        |        |        |        |
|  |                  |                                           | Caron et Guay de Trois-Rivières | Caron et Guay de Trois-Rivières | 4                             | 4                             |              |              |              |              |  |  |        |        |        |        |
|  | 3                | Caron et Guay de Trois-Rivières           | Caron et Guay de Trois-Rivières | Caron et Guay de Trois-Rivières | 4                             | 4                             | 4            | 4            |              |              |  |  |        |        |        |        |
|  | 3                | Caron et Guay de Trois-Rivières           |                                 |                                 |                               |                               |              |              |              |              |  |  |        |        |        |        |
|  | 6                | Saint-François de Sherbrooke              | 1                               | 1                               |                               |                               |              |              |              |              |  |  |        |        |        |        |
|  | 6                | Saint-François de Sherbrooke              | 1                               | 1                               | CRS Express de Saint-Georges  | CRS Express de Saint-Georges  | 2            | 2            |              |              |  |  |        |        |        |        |
|  |                  |                                           |                                 |                                 | CRS Express de Saint-Georges  | CRS Express de Saint-Georges  | 2            | 2            |              |              |  |  |        |        |        |        |
|  |                  |                                           | Caron et Guay de Trois-Rivières | Caron et Guay de Trois-Rivières | 4                             | 4                             |              |              |              |              |  |  |        |        |        |        |
|  | 4                | Summum-Chiefs de Saint-Jean-sur-Richelieu | Caron et Guay de Trois-Rivières | Caron et Guay de Trois-Rivières | 4                             | 4                             | 2            | 2            |              |              |  |  |        |        |        |        |
|  | 4                | Summum-Chiefs de Saint-Jean-sur-Richelieu |                                 |                                 |                               |                               |              | 2            |              |              |  |  |        |        |        |        |
|  | 5                | Radio X de Québec                         | 4                               | 4                               |                               |                               |              |              |              |              |  |  |        |        |        |        |
|  | 5                | Radio X de Québec                         | 4                               | 4                               |                               |                               |              |              |              |              |  |  |        |        |        |        |
|  |                  |                                           |                                 |                                 |                               |                               |              |              |              |              |  |  |        |        |        |        |

### Classements des pointeurs des séries
| Joueur           | Équipe        | PJ | B  | A  | Pts | Pun |
| ---------------- | ------------- | -- | -- | -- | --- | --- |
| Sylvain Rodier   | Caron et Guay | 17 | 14 | 23 | 37  | 24  |
| Yannick Noiseux  | Top Design    | 20 | 13 | 20 | 33  | 20  |
| David Thibeault  | Caron & Guay  | 17 | 13 | 16 | 29  | 18  |
| Simon Laliberté  | Top Design    | 18 | 8  | 15 | 23  | 18  |
| Yann Joseph      | Top Design    | 20 | 6  | 17 | 23  | 50  |
| Samuel Paquet    | Caron & Guay  | 16 | 11 | 11 | 22  | 45  |
| Claude Morin     | Radio X       | 13 | 7  | 13 | 20  | 8   |
| Pierre-Luc Émond | Top Design    | 18 | 8  | 12 | 20  | 8   |
| Bobby Mazerolle  | Top Design    | 20 | 9  | 11 | 20  | 18  |
| Kevin Asselin    | Top Design    | 20 | 10 | 9  | 19  | 24  |

## Récompenses

### Trophées et honneurs
Cette section présente l'ensemble des trophées remis aux joueurs et personnalités de la ligue pour la saison.
| Trophée                                                           | Joueur                                                      |
| ----------------------------------------------------------------- | ----------------------------------------------------------- |
| Trophée Claude Larose Joueur le plus utile à son équipe           | Kevin Asselin (Top Design)                                  |
| Trophée Éric Messier Meilleur défenseur                           | Dominic Périard (Caron et Guay)                             |
| Trophée Guy Lafleur Meilleur marqueur                             | Marco Charpentier (Summum-Chiefs)                           |
| Trophée Maurice Richard Meilleur buteur                           | Kevin Asselin (Top Design)                                  |
| Trophée Serge Léveillée (entraîneur) Meilleur entraîneur          | Alain Côté (Top Design)                                     |
| Trophée Jonathan Delisle Joueur démontrant le meilleur Leadership | Sylvain Rodier (Caron et Guay) Simon Laliberté (Top Design) |
| Trophée des médias Joueur le plus utile des séries éliminatoires  | Sylvain Rodier (Caron et Guay)                              |
| Trophée du meilleur duo de gardien de but                         | Dany Dallaire Maxime Gingras (Caron & Guay)                 |
| Trophée du joueur le plus gentilhomme                             | Hugo Bélanger (Mission)                                     |
| Trophée de la recrue offensive                                    | Kevin Asselin (Top Design)                                  |
| Trophée de la recrue défensive                                    | Matthew Medley (Summum-Chiefs)                              |
| Trophée Gaston Gagné Avancement de sa cause et de la ligue        | Caron et Guay de Trois-Rivières                             |

| Trophée                                                                   | Équipe                          |
| ------------------------------------------------------------------------- | ------------------------------- |
| Coupe du Commissaire Équipe de la saison régulière avec le plus de points | Top Design de Saint-Hyacinthe   |
| Coupe Futura Vainqueur des séries                                         | Caron et Guay de Trois-Rivières |
| Trophée Gilles Lefebvre Meilleure organisation de la ligue                | CRS Express de Saint-Georges    |
| Trophée Gaston Gagné Avancement de sa cause et de la ligue                | Caron et Guay de Trois-Rivières |

### Équipe d'étoiles
| Position |                    |                 |
| Position | Joueur             | Équipe          |
| -------- | ------------------ | --------------- |
| G        | Jonathan Pelletier | Saint-Hyacinthe |
| D        | Francis Nault      | Saint-Hyacinthe |
| D        | Dominic Périard    | Trois-Rivières  |
| C        | Yann Joseph        | Saint-Hyacinthe |
| AD       | Marco Charpentier  | Summum-Chiefs   |
| AG       | Éric Lecompte      | Summum-Chiefs   |